# Роберт Коулмен (яхтсмен)
Роберт Коулмен (англ. Robert Coleman, 1883 — 1 січня 1960) — британський яхтсмен.
Олімпійський чемпіон 1920 року в класі 7 метрів.